# Thánh Tâm
Trái Tim Cực Thánh Chúa Giêsu (tiếng Latinh: Cor Jesu Sacratissimum; thường gọi là: Thánh Tâm Chúa Giêsu) là một truyền thống sùng kính phổ biến trong Giáo hội Công giáo Rôma, qua việc liên tưởng trái tim vật lý của Chúa Giêsu chính là hiện thân tình yêu của Thiên Chúa dành cho nhân loại. Hình ảnh phổ biến mô tả về Thánh Tâm là một trái tim người, bao bọc bởi một vòng gai nhọn, hoặc bị một mũi tên đâm xuyên qua nó. Hai vật thể này là những chi tiết xuất hiện trong Cuộc thương khó của Giêsu.
Giáo hội Công giáo Rôma cử hành ngày Lễ kính Thánh Tâm Chúa Giêsu sau 19 ngày kể từ Lễ Hiện Xuống. Thông thường, Tháng Sáu cũng là tháng họ gọi là Tháng Thánh Tâm. Các nhánh Kitô giáo khác như Anh giáo, Lutheran và Công giáo Đông phương cũng có thực hành tôn kính Thánh Tâm.
Truyền thống sùng kính này có liên quan đến điều mà Giáo hội coi là tình yêu nhẫn nại và lòng trắc ẩn của trái tim Chúa Kitô đối với nhân loại. Việc phổ biến lòng sùng kính Thánh Tâm dưới hình thức hiện đại được khởi xướng bởi thánh Marguerite Marie Alacoque, một nữ tu Công giáo Rôma đến từ Pháp. Bà cho rằng Chúa Giêsu đã dạy cho bà về nghi thức sùng kính này trong nhiều lần hiện ra từ năm 1673 đến 1675. Sau đó, đến thế kỷ 19, truyền thống sùng kính này lại được nhắc đến trong mặc khải thần bí của chân phước Maria Trái Tim Thiên Chúa, một nữ tu dòng Đức Bà Bác Ái Chúa Chiên Lành tại Bồ Đào Nha, người đã nhân danh Chúa Kitô đề nghị Giáo hoàng Lêô XIII dâng toàn nhân loại cho Thánh Tâm Chúa Giêsu. Các hình thức cổ xưa hơn của truyền thống sùng kính Thánh Tâm hiện đại đã xuất hiện cách chính xác vào thời kỳ Trung Cổ, thể hiện trong nhiều mặt của thuyết thần bí Công giáo, mà điển hình là trong thánh Gertrud Cả ở Helfta.

## Đặc điểm

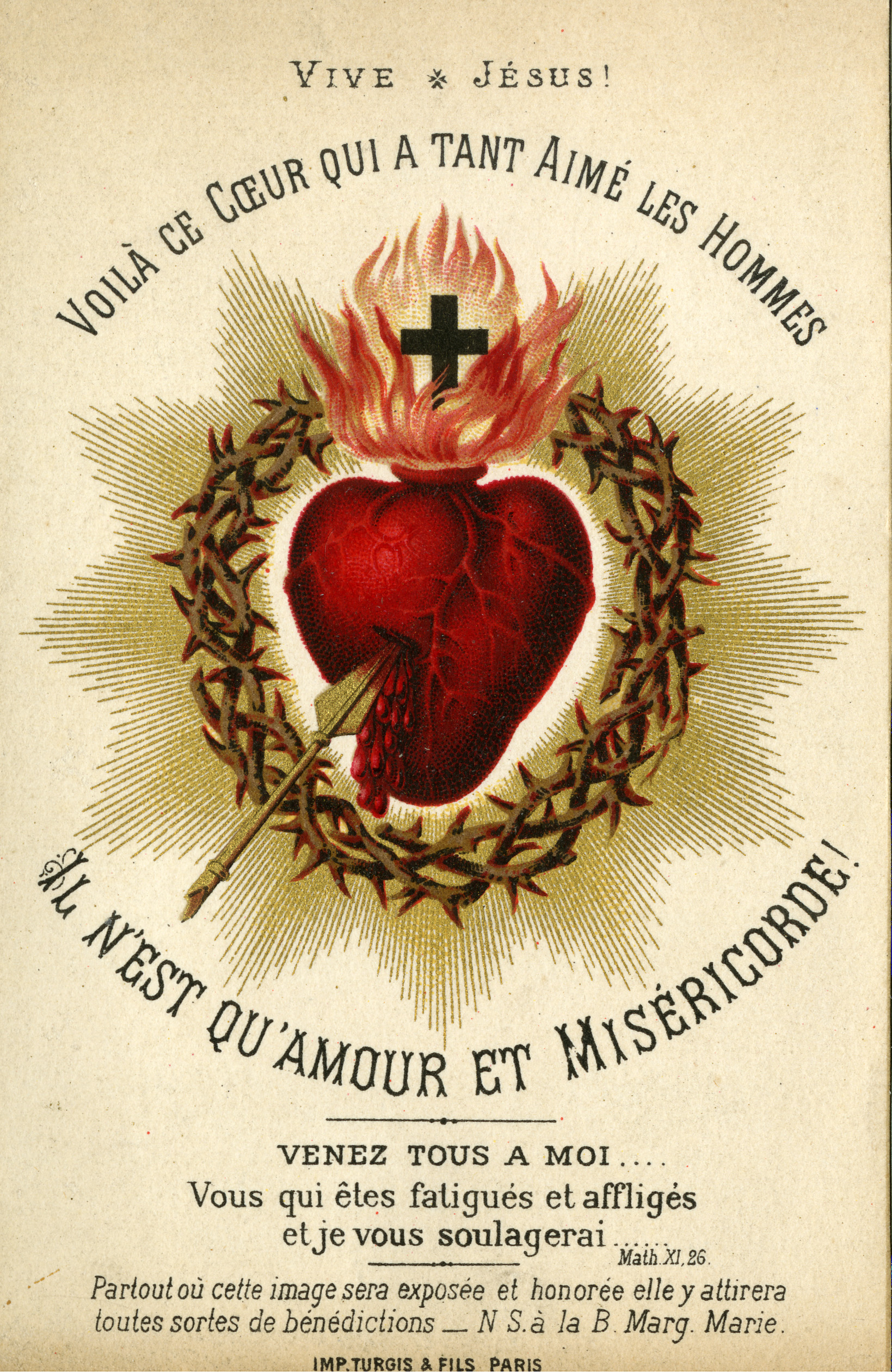
Thẻ cầm tay dùng trong cầu nguyện minh họa Thánh Tâm Chúa Giêsu, khoảng năm 1880. Bộ sưu tập Auguste Martin, Các Thư viện Đại học Dayton

Trong nghệ thuật Kitô giáo, Thánh Tâm Chúa Giêsu thường được thể hiện dưới dạng một trái tim rướm máu cháy rực tỏa ra hào quang, bị mũi giáo đâm thủng và được bao quanh bởi vòng gai. Đôi khi hình tượng Thánh Tâm còn bao gồm Chúa Giêsu dùng bàn tay bị thương của mình trỏ về phía Thánh Tâm rực sáng được đặt trước ngực mình. Vết thương trên trái tim và vòng gai ám chỉ tới cuộc thương khó của Chúa Giêsu, và ngọn lửa thì tượng trưng cho lò sưởi chứa tình yêu nồng nàn.

## Lịch sử của lòng sùng kính

### Hình thức sơ khai
Tiền thân của Thánh Tâm là một hình thức sùng kính đối với cái gọi là nhân tính thánh thiêng của Chúa Kitô. Trong 10 thế kỷ đầu của lịch sử Kitô giáo, người ta không tìm thấy một dấu chỉ nào cho thấy con người từng tôn thờ Trái Tim bị đâm thâu của Chúa Giêsu. Sự phục hồi của hình thức đời sống tôn giáo, hoạt động nhiệt thành của thánh Bênađô xứ Clairvaux và thánh Phanxicô thành Assisi, cùng với lòng nhiệt thành của những người Thập tự chinh vừa mới trở về từ Thánh Địa đã làm nảy sinh lòng sùng kính đối với cuộc thương khó của Chúa Giêsu Kitô và các thực hành nhằm tôn vinh Năm Vết Thương.
Hình thức tôn sùng Thánh Tâm Chúa Giêsu là sản phẩm phát sinh từ truyền thống sùng kính Năm Vết Thương, cụ thể là dấu thánh nằm nơi ngực của Chúa Giêsu. Dấu chỉ đầu tiên về việc sùng kính Thánh Tâm là bầu khí nhiệt thành tại các tu viện dòng Biển Đức và dòng Xitô vào giai đoạn từ thế kỷ 11 đến thế kỷ 12. Các nhà nghiên cứu không thể xác định chính xác đâu là bản văn hoặc cá nhân đầu tiên thực hành sùng kính Thánh Tâm.
Thánh Bênađô thành Clairvaux (1090–1153) cho rằng việc mũi giáo cắm vào cạnh sườn phải của Chúa Giêsu đã làm tỏ lộ ra sự tốt lành của Ngài cùng trái tim bác ái dành cho nhân loại. Bài thánh ca về Thánh Tâm Chúa có niên đại sớm nhất là Summi Regis Cor Aveto", được sáng tác bởi thánh Herman Joseph von Steinfeld (1150–1241) thuộc dòng Kinh sĩ Prémontré. Mở đầu bài thánh ca là câu: Summi regis cor, aveto (n.đ. 'Kính mừng Trái Tim vương đế cực cao của Người').

Từ thế kỷ 13 đến thế kỷ 16, mặc dù lòng sùng kính Thánh Tâm đã được truyền bá nhưng xem chừng vẫn chưa được tô điểm. Ở khắp mọi nơi, các tín hữu và cộng đoàn thuộc dòng tu đều thực hành tôn kính Thánh Tâm, ví dụ như dòng Anh Em Hèn Mọn, dòng Anh Em Giảng Thuyết, và dòng Chartreux. Trong số các tu sĩ dòng Anh Em Hèn Mọn, lòng sùng kính trên được thể hiện cách đặc biệt trong chân phước Gioan La Verna và trong thánh Bônaventura thông qua tác phẩm Vitis Mystica (n.đ. 'dây nho thần bí') của ông. Thành Bônaventura từng viết: "Có ai lại không yêu trái tim đầy thương tích này? Ai lại không yêu mến Người, Đấng yêu thương nhiều đến thế?" Mặc dù vậy, Thánh Tâm chỉ mới được các tu sĩ dòng Anh Em Hèn Mọn thần bí sùng kính cách riêng tư và cá nhân. Chưa có một phong trào đại chúng nào được khởi phát ngoại trừ sự tương đồng giữa nghi thức sùng kính Thánh Tâm với nghi thức sùng kính Năm Vết Thương của dòng Anh Em Hèn Mọn, trong đó vết thương tại trái tim Chúa Giêsu được nêu bật hơn cả.

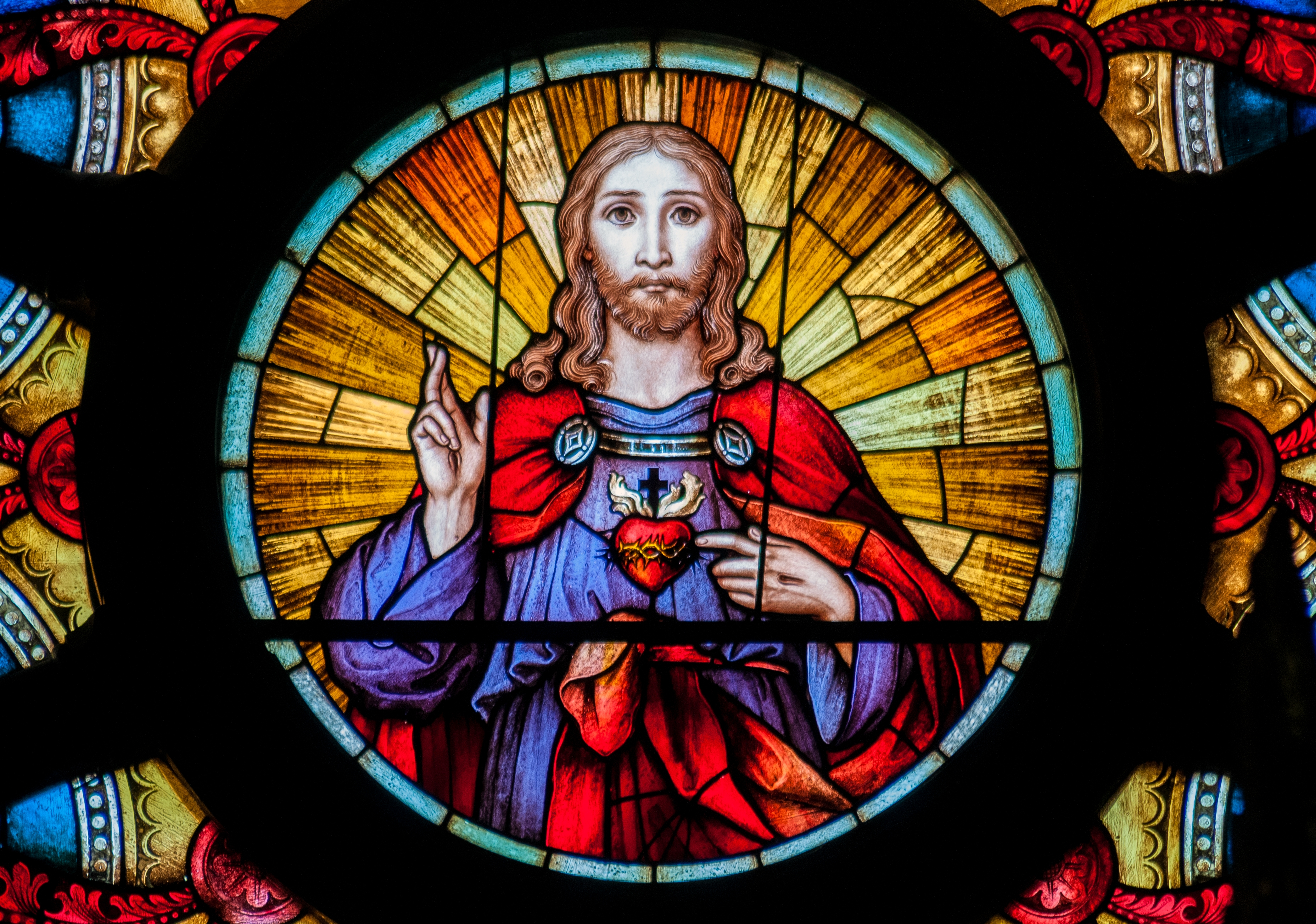
Thánh Tâm Chúa Giêsu được bài trí ở trung tâm cửa sổ hoa hồng của nhà thờ thánh Iphigiênia xứ Ethiopia, São Paulo

Tác phẩm Opusculum III, Lignum vitae thuộc bộ Opluscula Mystica của thánh Bônaventura coi trái tim là suối nguồn nơi tình yêu của Thiên Chúa được tuôn đổ vào đời sống con người như sau:

Hỡi con người là kẻ được cứu rỗi, hãy tư duy bây giờ và suy nghiệm xem Đấng đã chịu chết trên thập giá vì anh thật là vĩ đại và đáng kính biết bao. Sự chết của Chúa Kitô đã vực dậy những kẻ đang an nghỉ, tuy vậy trong giây phút Người trút linh hồn, trời đất chìm ngập trong tiếng than khóc và những tảng đá cứng bị vỡ thành từng mảnh. Một sắc chỉ thiêng liêng đã truyền bảo một người trong toán lính dùng ngọn giáo mà đâm vào cạnh sườn cao trọng của Người. Việc này đã xảy ra là để cho Hội Thánh được hình thành bởi cạnh sườn Chúa Kitô khi Người đang ngủ say trên thập giá, và để cho lời Kinh Thánh được ứng nghiệm: 'Chúng sẽ khóc than Đấng chúng đã đâm thâu'. Máu và nước tuôn ra vào lúc ấy chính là cái giá mà Người đã trả cho chúng ta được ơn cứu chuộc. Dòng máu và nước chảy ra từ vực thẳm kín đáo trong trái tim Đức Chúa chúng ta, như tuôn ra từ một suối nguồn, trao cho các bí tích của Hội Thánh năng quyền ban sự sống ân sủng, và trở thành một nguồn nước hằng sống đổ tràn sự sống muôn đời cho những kẻ đã và đang ở trong Chúa Kitô.

#### Thánh Lutgardis
Theo tác giả Thomas Merton, thánh nữ Lutgardis (1182–1246), một nhà thần bí thuộc dòng Xitô, là một trong những người tiên báo vĩ đại của lòng sùng kính Thánh Tâm Chúa Giêsu. Là một người cùng thời với thánh Phanxicô thành Assisi, bà đã "bước vào đời sống huyền nhiệm với hình ảnh Trái Tim Chúa Cứu Thế bị đâm thâu, và đã kết thúc cuộc hôn nhân thần bí của mình với Ngôi Lời Nhập Thể bằng một cuộc trao đổi con tim với Người". Có nhiều nguồn cho rằng Chúa Kitô đã đến thăm thánh Lutgardis và đề nghị tặng cho bà một món quà ân sủng mà bà mong muốn; thánh Lutgardis đã xin Chúa Kitô ban cho bà được ơn giỏi tiếng Latinh hơn, nhờ đó bà có thể hiểu được lời Chúa tốt hơn và ca tụng Thiên Chúa. Chúa Kitô đã chấp nhận đề nghị này và ngay lập tức trong đầu của bà tràn ngập các thánh vịnh, điệp ca, bài đọc phụng vụ, và các bài xướng đáp. Tuy nhiên bà vẫn cảm thấy trong lòng mình một sự trống rỗng đau đớn. Vì thế thánh Lutgardis đã tìm gặp Chúa Kitô, yêu cầu được trả lại món quà mà Người đã ban và tự hỏi liệu bà có thể đổi lấy một món quà khác không. Chúa Kitô hỏi: "Con sẽ đổi nó lấy cái gì?". "Lạy Chúa, chị Lutgardis thưa với Người, con xin đổi món quà ấy để lấy Trái tim của Người." Sau đó, Chúa Kitô đã đặt tay vào trong lồng ngực thánh Lutgardis và lấy trái tim của bà ra, sau đó đặt trái tim của Người vào, đồng thời giấu trái tim của bà trong lồng ngực của mình.

#### Thánh Mechthild
Sau nhiều thị kiến về Trái Tim Đức Chúa Giêsu, thánh nữ Mechthild ở Helfta (1240/1241 – 1298) thuộc dòng Biển Đức đã trở thành một người sùng mộ và đề xướng cách hăng hái về lòng tôn kinh đối với Thánh Tâm Chúa Giêsu. Đối với các vị thánh thời Trung Cổ có lòng tôn kính Thánh Tâm Chúa Giêsu, việc được nghe thấy nhịp đập nơi trái tim Chúa là cực kỳ hệ trọng. Thánh Mechthild đã kể lại rằng Chúa Giêsu đã xuất hiện trong một thị kiến và truyền bảo bà yêu Người cách nhiệt thành cũng như tôn vinh Thánh Tâm của Người trong Bí tích Thánh Thể càng nhiều lần càng tốt. Chúa Giêsu đã đưa cho bà trái tim của mình như một vật bảo đảm cho tình yêu của Người, một nơi để bà nương tựa trong cuộc sống và một lời an ủi cho bà trong giờ lâm tử. Từ thời điểm đó trở đi, thánh Mechthild sùng bái Thánh Tâm Chúa Giêsu cách đặc biệt, và từng nói rằng một pho sách cỡ lớn cũng không đủ chỗ để ghi cho hết tất cả các ân huệ và phúc lành mà bà nhận được nhờ lòng sùng kính Thánh Tâm.

#### Thánh Gertrud

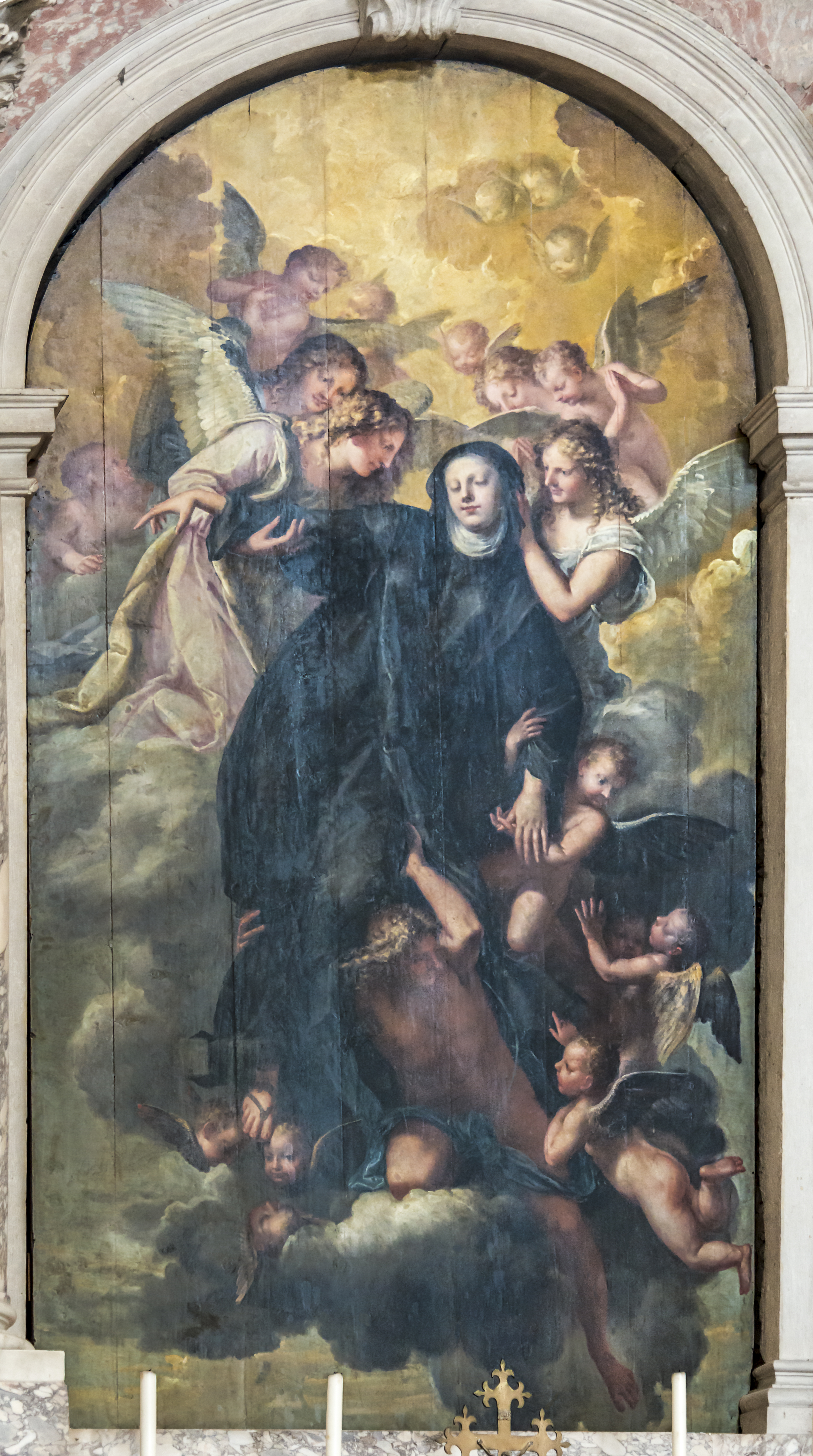
Cảnh giới xuất thể thần bí của thánh Gertrud Cả – người tôn thờ Thánh Tâm Chúa Giêsu Kitô (tranh của họa sĩ Pietro Liberi tại Đan viện Thánh Giustina, Padova, Italia)

Thánh nữ Gertrud Cả ở Helfta (1256 – 1302) là một trong những người đầu tiên thực hành lòng sùng mộ Thánh Tâm Đức Chúa Giêsu. Trong quyển thứ hai của bộ Legatus divinæ pietatis (n.đ. 'Sứ giả của Tình yêu Thiên Chúa'), thị kiến của thánh Gertrud được miêu tả lại cách sống động, trong đó trình bày rất chi tiết về cung cách tôn kính trái tim Chúa Kitô, điều mà khi ấy chưa được định nghĩa rõ ràng. Thánh Bênađô thành Clairvaux đã nói về cung cách này trong tác phẩm giải nghĩa sách Diễm Ca của ông. Người đàn bà ở tu viện Helfta – trước nhất là chị Gertrude, người chắc chắn đã biết đến tác phẩm giải nghĩa của thánh Bênađô, và dường như cũng biết đến hai chị Mechthild (người còn lại là Mechthild thành Magdeburg), đã cảm nhận được lòng tôn sùng Thánh Tâm sau khi trải qua các thị kiến thần bí.
Vào thế kỷ 16, thực hành tôn kính Thánh Tâm Chúa Giêsu phát triển từ lĩnh vực thần bí sang lĩnh vực khổ tu Kitô giáo với các kinh nguyện và nghi thức đặc thù, được tìm thấy trong các tác phẩm của Lanspergius (1489–1539) thuộc dòng Chartreux tại Köln, Đan viện phụ Louis de Blois (1506–1566) của đan viện Liessies tại Hainaut, thánh Gioan thành Ávila (1499–1569) và thánh Phanxicô đệ Salê (1567–1622).
Các ghi chép lịch sử từ thời điểm này trở đi cho thấy sự phổ biến sở khởi lòng sùng kính Thánh Tâm ra quần chúng giáo hữu. Các tác giả thuộc dòng khổ tu, đặc biệt là các tác giả thuộc dòng Tên, đã có các bài phát biểu bàn luận về Thành Tâm. Hình ảnh Thánh Tâm Chúa Giêsu hiện diện ở khắp nơi cách rõ ràng, phần lớn là nhờ lòng sùng kính Năm Vết Thương của các tu sĩ dòng Anh Em Hèn Mọn và việc đặt ảnh Thành Tâm Chúa lên trang bìa các sách và trên tường nhà thờ của các tu sĩ dòng Tên.
Tu sĩ Kasper Drużbicki (1590–1662) thuộc dòng Tên là người đầu tiên đặt nền móng thần học cho thực hành tôn kính Trái Tim Đức Chúa Giêsu, thông qua tác phẩm Meta cordium – Cor Jesu (n.đ. 'Đích đến của trái tim – Trái Tim Chúa Giêsu'). Không lâu sau, thánh Gioan Eudes đã sáng tác một bài kinh thánh vụ và đề xướng việc thiết lập một ngày lễ kính sử dụng bài kinh này. Ông đã được coi là một "vị tông đồ hăng say của lòng sùng kính các Thánh Tâm" và được tôn vinh là "Linh mục", tiến sĩ và tông đồ của lòng tôn kính phụng vụ đối với Trái Tim Chúa Giêsu và Trái Tim Đức Mẹ.
Lòng sùng kính Thánh Tâm Chúa Giêsu ngày càng trở nên rõ rệt, và vào ngày 31 tháng 8 năm 1670, thánh lễ mừng kính Thánh Tâm Chúa Giêsu lần đầu tiên đã được cử hành tại Đại chủng viện Rennes, kế đến là tại giáo xứ Coutances vào ngày 20 tháng 10. Từ đó trở đi, ngày lễ kính Thánh Tâm theo tinh thần của thánh Gioan và dòng Đức Chúa và Mẹ Maria được kết nối với ngày 20 tháng 10. Lễ mừng kính Thánh Tâm nhanh chóng lan rộng đến các giáo phận khác, và lòng sùng kính Thánh Tâm cũng được thực hành ở nhiều cộng đồng giáo hữu khác. Dần dần lòng sùng kính này được trở nên giao thoa với một lòng sùng kính Thánh Tâm khác do thánh Marguerite Marie Alacoque tại Paray-le-Monial đề xướng, và hai thực hành này đã được hợp nhất làm một.

### Thánh Marguerite Marie Alacoque

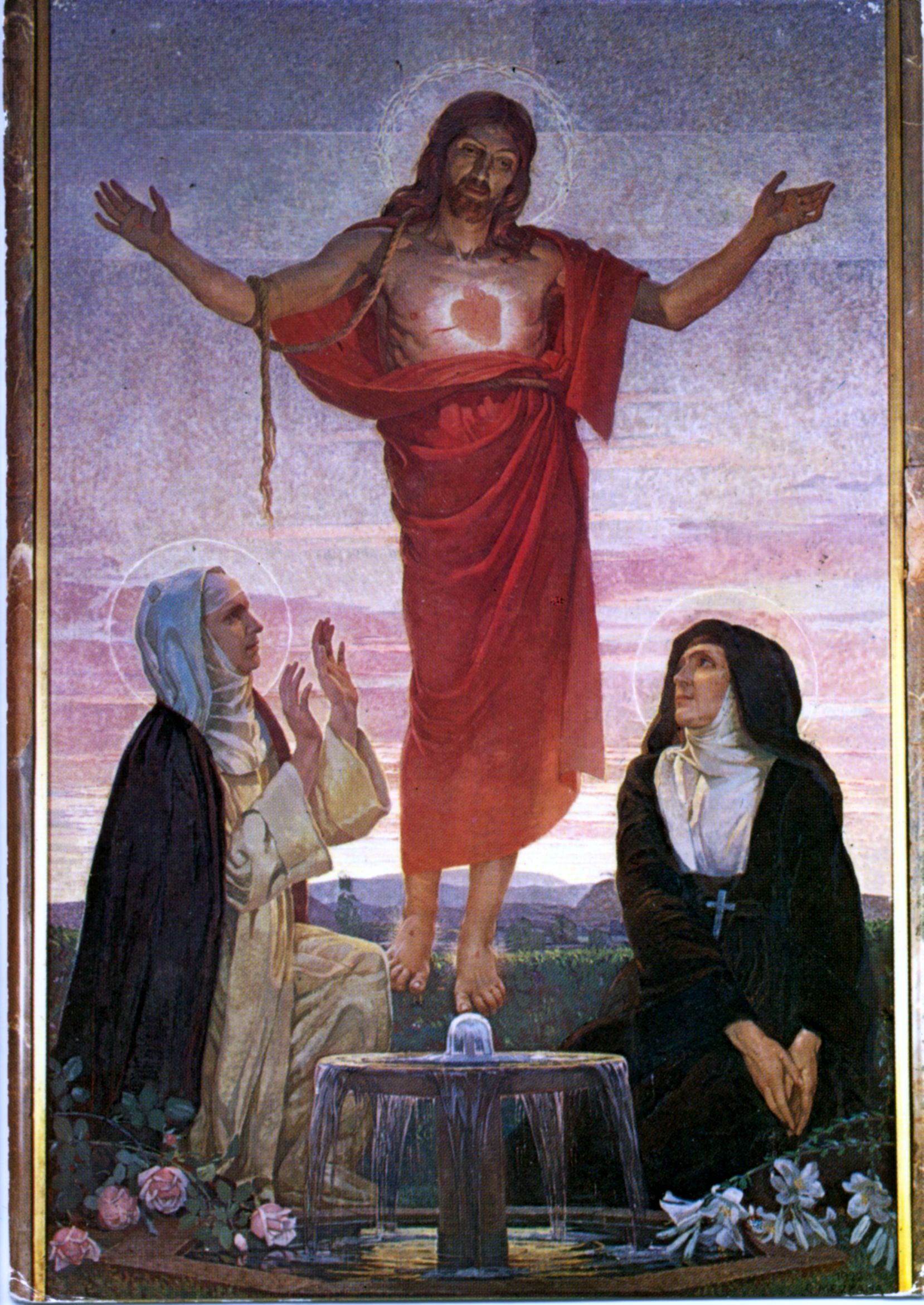
Bức tranh thánh Margarita Maria Alacoque và thánh Maria Trái Tim Thiên Chúa đang thờ lạy Thánh Tâm Chúa Giêsu

Hình thức tôn kính Thánh Tâm ngày nay có được là phần lớn là nhờ thánh nữ Marguerite Marie Alacoque (1647–1690), một nữ tu dòng Đức Mẹ Thăm Viếng. Bà cho rằng mình đã hai lần được ơn xem thị kiến về Chúa Giêsu Kitô tại làng Paray-le-Monial thuộc vùng Bourgogne, Pháp: một lần vào ngày 27 tháng 12 năm 1673 nhân ngày lễ kính thánh sử Gioan; lần khác vào ngày 16 tháng 6 năm 1675, trong đó bà được mặc khải về cung cách sùng kính Thánh Tâm, trong đó chiếm vị trí chủ đạo là việc lãnh nhận Bí tích Thánh Thể vào ngày thứ sáu đầu tiễn của mỗi tháng, chầu Thánh Thể vào "giờ Thánh" mỗi ngày thứ Năm, và cử hành lễ kính Thánh Tâm. Bà nói rằng trong thị kiến, Chúa Giêsu đã dạy bà dành một tiếng đồng hồ vào tối thứ Năm hàng tuần để suy niệm về sự thống khổ của Chúa Giêsu trong vườn Ghếtsêmani.
- Trong tuần bát nhật trọng kính Mình và Máu Thánh Chúa năm 1675, có khả năng là vào ngày 16 tháng 6, thánh nữ đã được xem một thị kiến mà bà gọi là "cuộc hiện ra vĩ đại", trong đó Chúa Giêsu bảo với bà rằng: "Đây là Trái Tim đã yêu thương nhân loại không bờ bến, không quản ngại một thứ gì cho đến hơi thở cuối cùng để làm chứng cho tình yêu, nhưng bù lại, Ta chỉ nhận được từ nhiều người, một bội bạc qua sự thiếu tôn kính và lòng xúc phạm, qua sự lạnh nhạt và đôi khi cả sự khinh thường,"[19] và truyền cho bà thiết lập một ngày lễ Đền Tạ vào ngày thứ Sáu đầu tiên sau tuần bát nhật kính Mình và Máu Thánh Chúa, và yêu cầu bà tham khảo ý kiến của cha giải tội của mình là thánh Clauđiô La Colombière, khi đó là bề trên của một nhà dòng nhỏ thuộc dòng Tên ở Paray-le-Monial.

Cha Clauđiô đã hướng dẫn bà viết một tờ tường trình về cuộc hiện ra của Chúa Giêsu, tài liệu mà về sau ông đã đem rao truyền khắp nước Pháp và nước Anh. Sau khi ông qua đời vào ngày 15 tháng 2 năm 1682, người ta tìm thấy một quyển nhật ký mà ông dùng để ghi chép trong những dịp tĩnh tâm, trong đó có kẹp một bản chép tay mà ông chép lại từ tờ tường trình của bà Marguerite Marie, cùng với một vài đoạn suy niệm về ích lợi của thực hành sùng kính Thánh Tâm. Về sau quyển nhật ký và tờ tường trình về cuộc hiện ra đã được xuất bản thành sách tại Lyon vào năm 1684, như một "của lễ" dâng lên cho Thánh Tâm Chúa vì các văn kiện này đã giải thích kỹ càng về cung cách thực hành tôn kính Thánh Tâm. Quyển sách nhỏ này được đọc ở nhiều nơi, đặc biệt là ở Paray-le-Monial. Mặc dù thánh Marguerite Marie từng cho rằng mình đã cảm thấy "hết sức bối rối" khi biết được nội dung của quyển sách, bà đã "ngậm bồ hòn làm ngọt" và bày tỏ thái độ bằng lòng với quyển sách vì sự nghiệp loan báo tới mọi người một lòng sùng kính mà bà rất trân quý. Không chỉ có các nữ tu dòng Đức Mẹ Thăm Viếng mà cả các linh mục, giáo dân và giới tu trì cũng thực hành lòng sùng kính Thánh Tâm Chúa, đặc biệt là các tu sĩ dòng Anh Em Hèn Mọn Lúp Dài.
Hai cuộc hiện ra của Chúa Giêsu đã trở nên một chất xúc tác giúp quảng bá lòng tôn kính Trái Tim Cực Thánh Chúa. Vào năm 1691, John Croiset – một tu sĩ dòng Tên – đã viết quyển sách De la Dévotion au Sacré Cœur (n.đ. 'Về lòng sùng kính Thánh Tâm') và linh mục Joseph Gallifet thuộc dòng Tên đã giúp quảng bá lòng sùng kính này. Sứ mệnh truyền bá lòng sùng kính Thánh Tâm được trao phó cách đặc biệt cho các nữ tu dòng Đức Mẹ Thăm Viếng và cho các linh mục dòng Tên.

#### Những lời hứa của Chúa Giêsu trong thị kiến của thánh Marguerite Marie Alacoque
Thánh Marguerite Marie nói rằng trong cuộc hiện ra vĩ đại, Chúa Giêsu đã hứa ban nhiều phúc lành cụ thể cho những ai thực hành lòng sùng kính Thánh Tâm của Người.
1. Ta sẽ ban cho họ các ơn cần thiết tùy theo bậc sống của mình
2. Ta sẽ ban bình an cho gia đình họ
3. Ta sẽ an ủi họ khi họ gặp bất kỳ một khó khăn nào
4. Ta sẽ là nơi cho họ trú ẩn trong cuộc sống, nhất là trong lúc lâm tử
5. Ta sẽ ban dồi dào ân sủng xuống tất cả các công việc của họ
6. Các tội nhân sẽ tìm thấy nơi Trái Tim của Ta một suối nguồn và đại dương vô tận của lòng thương xót
7. Những tâm hồn nguội lạnh sẽ trở nên nhiệt thành
8. Những tâm hồn nhiệt thành sẽ mau vươn tới sự trọn lành
9. Ta sẽ chúc phúc cho những nơi trưng bày và tôn kính hình ảnh Thánh Tâm của Ta
10. Ta sẽ ban cho các linh mục sức mạnh để có thể chạm tới những trái tim chai đá nhất
11. Ai loan truyền cho người khác về lòng sùng kính này sẽ được ghi danh vào trong Thánh Tâm Ta cho tới muôn đời
12. Với lòng thương xót vô bờ bến của Trái Tim Ta, Ta hứa với con rằng tình yêu toàn năng của Ta sẽ ban cho các con – những người lãnh nhận Bí Tích Thánh Thể vào ngày thứ Sáu đầu tháng trong chín tháng liên tiếp – ơn ăn năn vào lúc cuối đời: họ sẽ không phải chết trong tình trạng mất ân sủng hay không được lãnh nhận các bí tích; và Trái Tim Ta sẽ là nơi họ trú ẩn trong giờ khắc cuối cùng

### Chân phước Maria Trái Tim Thiên Chúa

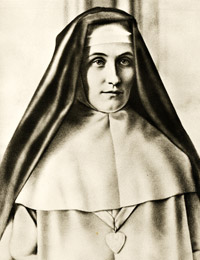
Chị Maria Trái Tim Thiên Chúa

Bên cạnh thánh nữ Marguerite Marie Alacoque, chân phước Maria Trái Tim Thiên Chúa cũng góp phần vào việc hình thành lòng tôn kính Thánh Tâm Chúa Giêsu. Là một nữ tu dòng Đức Bà Bác Ái Chúa Chiên Lành, bà đã được thông đạt nội tại (nghe lời Thiên Chúa nói cách siêu nhiên) và xem thị kiến về Chúa Giêsu một vài lần. Cuộc thông đạt nội tại đầu tiên diễn ra vào thời niên thiếu khi bà đang sống cùng gia đình tại Lâu đài Darfeld gần Münster, Đức, và thị kiến cũng như mặc khải tư cuối cùng được cho là diễn ra khi bà đang giữ chức Mẹ Bề Trên của Tu viện Nữ tu Chúa Chiên Lành tại Porto, Bồ Đào Nha.
Dựa trên thông điệp mà nữ chân phước nhận được trong lần mặc khải của Chúa Kitô, vào ngày 10 tháng 6 năm 1898, cha giải tội cho bà tại Tu viện Chúa Chiên Lành đã soạn một bức thư cho Giáo hoàng Lêô XIII, viết rằng Chị Maria Trái Tim Thiên Chúa đã nhận được một thông điệp từ Chúa Kitô, trong đó Người đề nghị vị giáo hoàng cung hiến toàn thế giới cho Thánh Tâm. Ban đầu, Giáo hoàng Lêô XIII đã không tin nhận điều này và không thực hiện theo như lời đề nghị. Tuy vậy, đến ngày 6 tháng 1 năm 1899, bà đã gửi cho vị giáo hoàng một bức thư khác thỉnh cầu rằng nên dâng kính các ngày thứ Sáu đầu tháng cho Thánh Tâm Chúa Giêsu. 
Chị Maria Trái Tim Thiên Chúa qua đời tại tu viện Chúa Chiên Lành trong khi nhà nguyện đang hát bài kinh chiều đầu tiên vào ngày 8 tháng 6 năm 1899 – Lễ trọng kính Thánh Tâm Chúa Giêsu. Ba ngày sau, Giáo hoàng Lêô XIII đã tiến hành cung hiến toàn thế giới cho Thánh Tâm Chúa Giêsu. 

#### Nhà thờ Thánh Tâm Chúa Giêsu

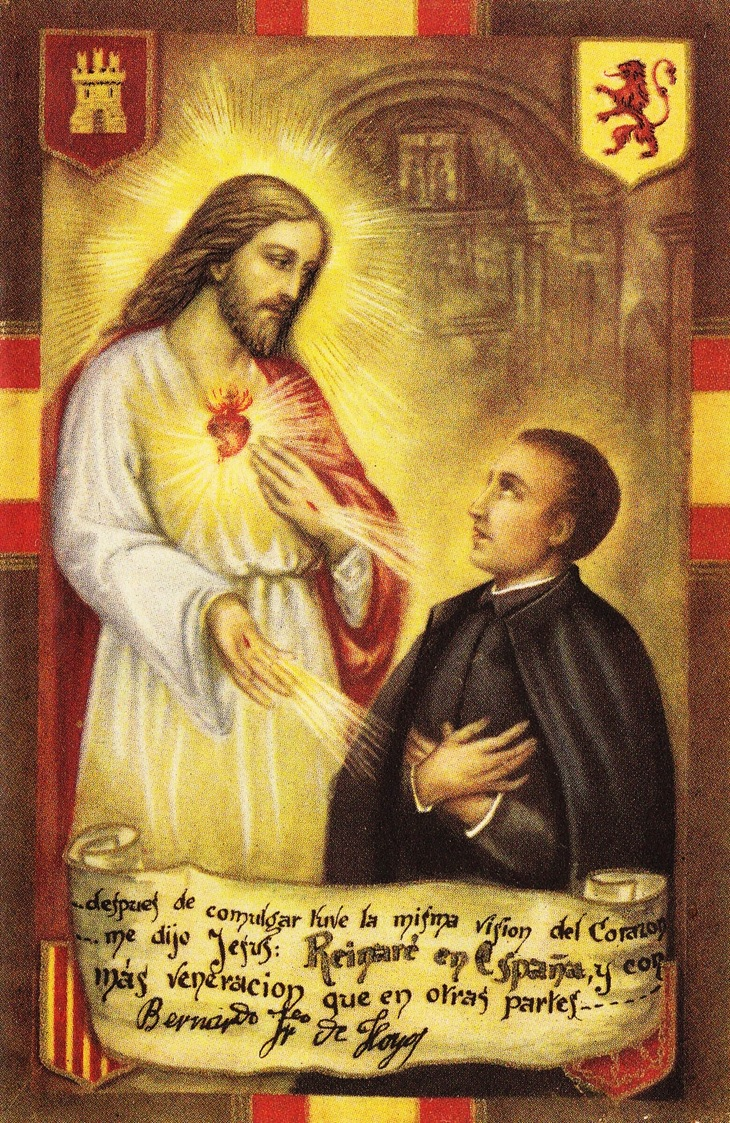
Thánh Tâm Chúa Giêsu và chân phước Bênađô de Hoyos, một linh mục dòng Tên

Chân phước Maria Trái Tim Thiên Chúa kể rằng trong kinh nghiệm thần bí của mình, Chúa Giêsu Kitô đã truyền cảm hứng cho bà xây một đền thánh và cung hiến ngôi đền cho Thánh Tâm của Người. Theo ghi chép của nữ chân phước, Đức Chúa Giêsu đã truyền rằng: "Ta sẽ biến ngôi đền ấy thành một nơi đầy ân sủng. Ta sẽ ban phát dồi dào ân sủng cho tất cả những ai đang và sẽ sống trong ngôi nhà này (nữ tu viện nơi bà sống) và thậm chí cho cả các thân nhân của họ.

Bà đã qua đời khi chưa được thấy lời hứa của Chúa Giêsu sinh hoa trái. Nhà thờ Thánh Tâm Chúa Giêsu – còn được gọi là Nhà thờ Chúa Chiên Lành hay Đền Thánh Thánh Tâm Chúa Giêsu, được khởi công từ ngày 14 tháng 7 năm 1957 và hoàn thành vào ngày 21 tháng 4 năm 1966 tại xã Emersinde, miền Bắc nước Bồ Đào Nha. Thi hài của nữ chân phước cũng được cái táng về ngôi nhà thờ này.

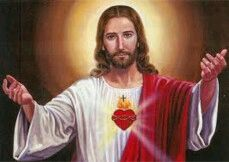
Chúa Giêsu ôm lấy toàn nhân loại

## Chuẩn nhận
Năm 1353, Giáo hoàng Innôcentê VI thiết lập một Thánh lễ mừng kính mầu nhiệm Thánh Tâm Chúa Giêsu.
Năm 1693, Tòa Thánh đã ban ơn toàn xá cho Phụng hội Thánh Tâm, và đến năm 1697 thì thiết lập cho dòng Đức Mẹ Đi Viếng một Thánh lễ Năm Dấu để dâng trong ngày lễ kính Thánh Tâm. Tuy vậy Tòa Thánh từ chối không thiết lập một ngày lễ mừng kính Thánh Tâm (cùng với nghi thức Thánh lễ và Kinh phụng vụ đặc trưng) chung cho toàn giáo hội. Một thời gian sau, truyền thống sùng kính này được lan truyền, nhất là trong các cộng đồng tôn giáo. Đại dịch hạch ở Marseille diễn ra vào năm 1720 có lẽ là dịp đầu tiên để cử hành lễ thánh hiến trọng thể và thờ phượng công khai ở bên ngoài các cộng đồng tôn giáo. Các thành phố khác ở miền Nam châu Âu đã tiếp nối thành phố Marseille.
Sau khi Giáo hoàng Lêô XIII nhận được thư của nữ tu Maria Trái Tim Thiên Chúa đề nghị ông dâng hiến toàn thế giới cho Thánh Tâm Chúa Giêsu, ông đã ủy quyền cho một nhóm nhà thần học để họ phân tích lời thỉnh nguyện của bà trên phương diện mặc khải tư và truyền thống thiêng liêng. Cuộc đánh giá trên đã cho ra kết quả tích cực, nên vào năm 1899, Giáo hoàng Lêô XIII đã ra một thông điệp về việc dâng hiến toàn nhân loại cho Thánh Tâm Chúa Giêsu vào ngày 11 tháng 6 năm 1899. Thông điệp cũng khuyến khích toàn bộ hàng giám mục Công giáo Rôma cổ vũ việc sùng kính trong chín ngày Thứ Sáu Đầu Tháng, đặt tháng 6 làm tháng kính Thánh Tâm Chúa Giêsu, và trình bày Kinh dâng mình cho Thánh Tâm Chúa Giêsu. Ý tưởng của sắc chỉ này khiến Giáo hoàng Lêô XIII xem nó như một "sắc chỉ vĩ đại" trong triều đại giáo hoàng của ông.
Giáo hoàng Piô X ra thông điệp rằng việc dâng hiến toàn nhân loại cho Thánh Tâm mà Giáo hoàng Lêô XIII đã làm phải được thực hiện lặp lại vào mỗi năm. Ông đã khẳng định lập trường của Giáo hội đối với thị kiến của thánh Marguerite Marie Alacoque về Đức Giêsu Kitô và tuyên bố rằng Chúa Giêsu đã "tự mặc khải" cho bà Alacoque và đã "hứa với bà rằng tất cả những ai tôn kính Trái Tim ngài sẽ được ban nhiều ân sủng trên trời". Thông điệp cũng tái khẳng định tầm quan trọng của việc dâng hiến và đền tạ Thánh Tâm Chúa Giêsu.
Ngày 9 tháng 7 năm 1908, Giáo hoàng Piô X đã ra một sắc lệnh theo đó một vương miện bằng vàng được đặt tại phần chân của bức tượng Thánh Tâm Chúa Giêsu tại nhà thờ chính tòa Nevers (thông qua Giám mục Nevers và Besançon là François-Léon Gauthey, cả hai đều được Thánh bộ Lễ nghi ký tên và chứng thực).
Nhân dịp kỷ niệm 100 năm ngày Giáo hoàng Piô IX thiết lập lễ kính, Giáo hoàng Piô XII đã hướng dẫn toàn thể Giáo hội Latinh về lòng sùng kính Thánh Tâm trong thông điệp Haurietis aquas, ấn hành ngày 15 tháng 5 năm 1956. Vào ngày 15 tháng 5 năm 2006, Giáo hoàng Biển Đức XVI đã gửi một bức thư cho nguyên Bề trên Tổng quyền của dòng Tên là linh mục Peter Hans Kolvenbach nhân dịp kỷ niệm 50 năm thông điệp Haurietis aquas. Trong lá thư gửi linh Bề trên Tổng quyền Kolvenbach, Giáo hoàng Biển Đức XVI đã tái khẳng định tầm quan trọng của thực hành sùng kính Thánh Tâm Chúa Giêsu.

### Các thông điệp giáo hoàng
- Annum sacrum, 1899
- Miserentissimus Redemptor, 1928
- Haurietis aquas, 1956

## Nghi thức sùng kính

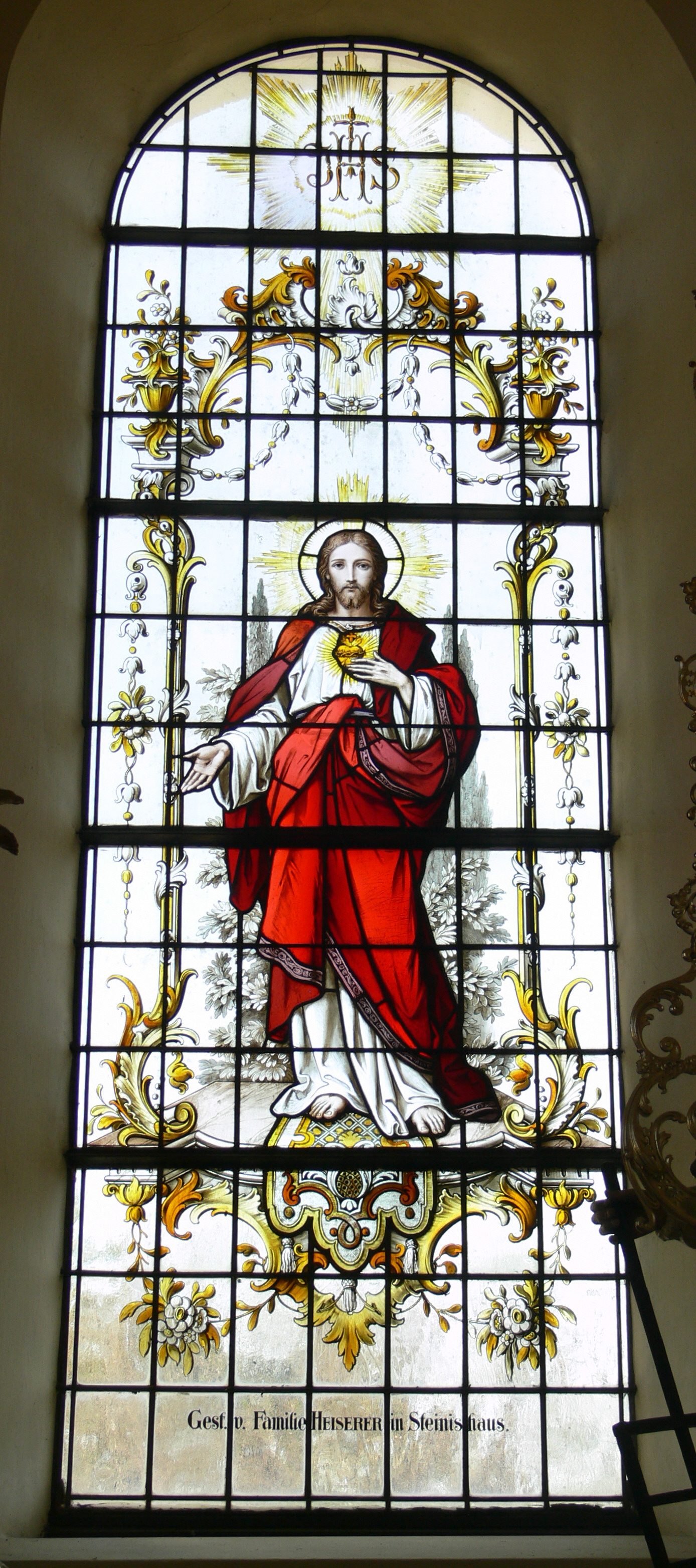
Cửa sổ kính màu ghép với hình ảnh Thánh Tâm Chúa Giêsu trong một nhà thờ ở miền Nam nước Đức

Nghi thức sùng kính Thánh Tâm Chúa Giêsu bao gồm  lời chào Thánh Tâm ở đầu thánh lễ, một số bài thánh ca và Kinh Cầu Trái Tim Chúa Giêsu. Nghi lễ này thường thấy trong các thánh lễ của Giáo hội Công giáo La Mã.
Từ khoảng năm 1850, nhiều hội nhóm, cộng đoàn và quốc gia đã cung hiến chính mình cho Thánh Tâm. Vào năm 1873, theo lời thỉnh cầu của tổng thống Gabriel García Moreno, Ecuador đã trở quốc gia đầu tiên trên thế giới được cung hiến cho Thánh Tâm
Theo một đạo luật được bỏ phiếu vào ngày 24 tháng 7 năm 1873, Vương cung thánh đường Thánh Tâm ở Montmartre (còn được biết đến với cái tên Vương cung thánh đường Lời thề Quốc gia) đã được Hạ viện Pháp công bố là "phù hợp với lợi ích quốc gia" vào năm 1871. Đến ngày 16 tháng 6 năm 1875, Tổng giám mục Paris là Hồng y Joseph-Hippolyte Guibert đã đặt viên đá đầu tiên để khởi động việc xây cất ngôi vương cung thánh đường này cũng như vinh danh lời đề nghị thứ tư của Chúa Giêsu truyền ban qua thánh nữ Marguerite Marie Alacoque vào ngày 16 tháng 6 năm 1675.

## Chùm ảnh

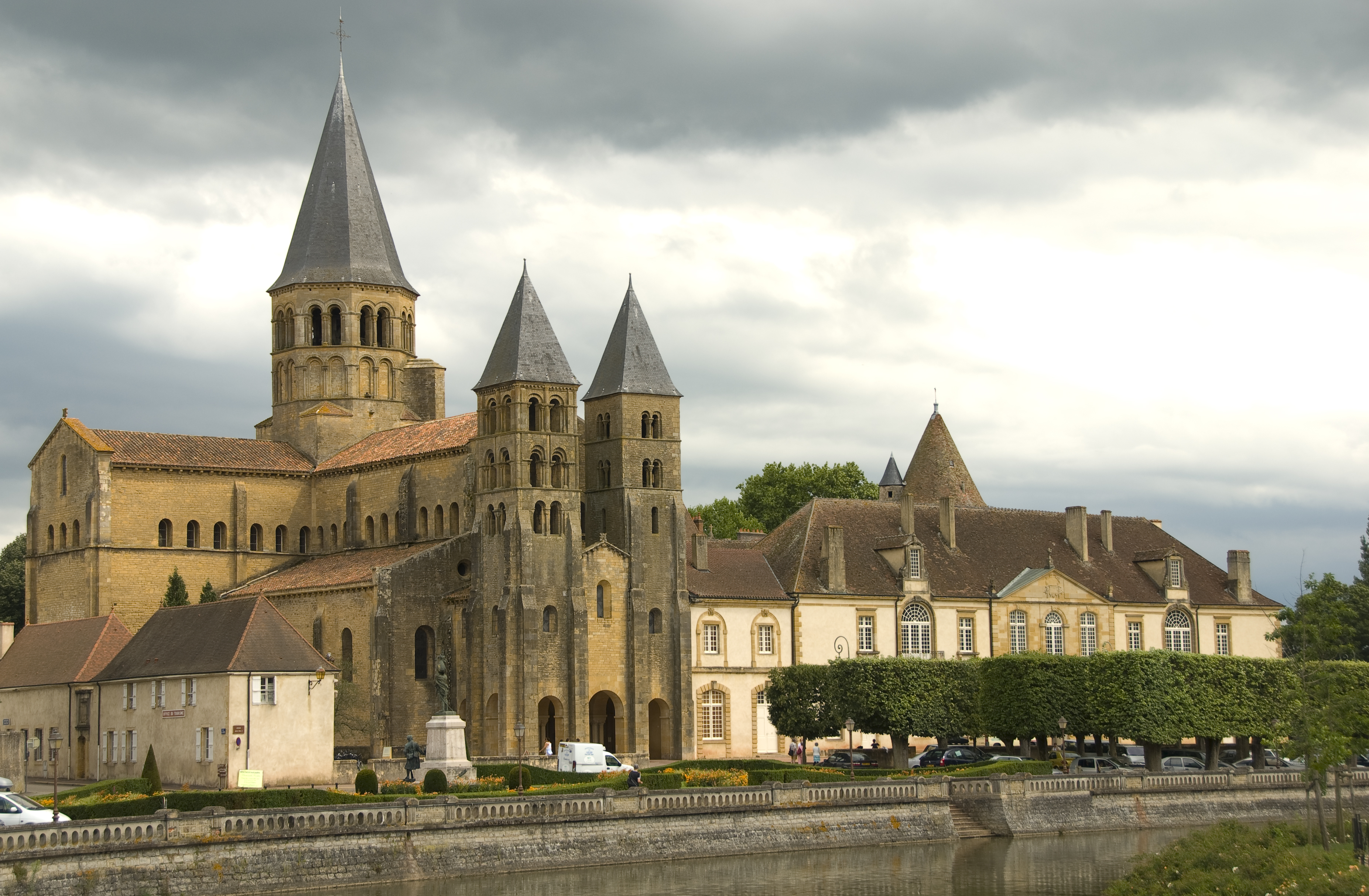
Vương cung thánh đường Thánh Tâm ở Paray-le-Monial, Pháp
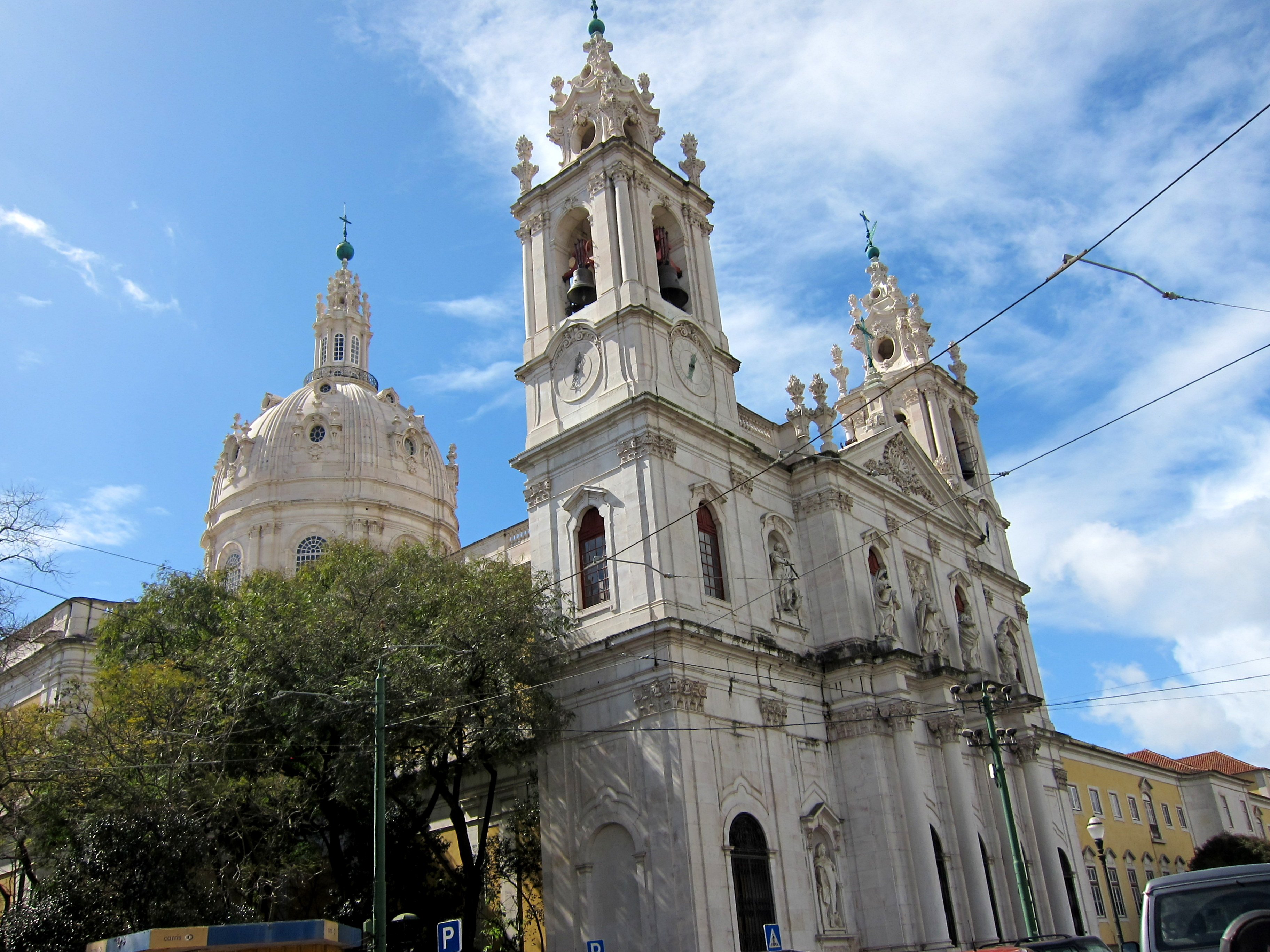
Vương cung thánh đường Estrela, tọa lạc tại Lisboa, Bồ Đào Nha, là nhà thờ đầu tiên được cung hiến cho Thánh Tâm Chúa Giêsu.
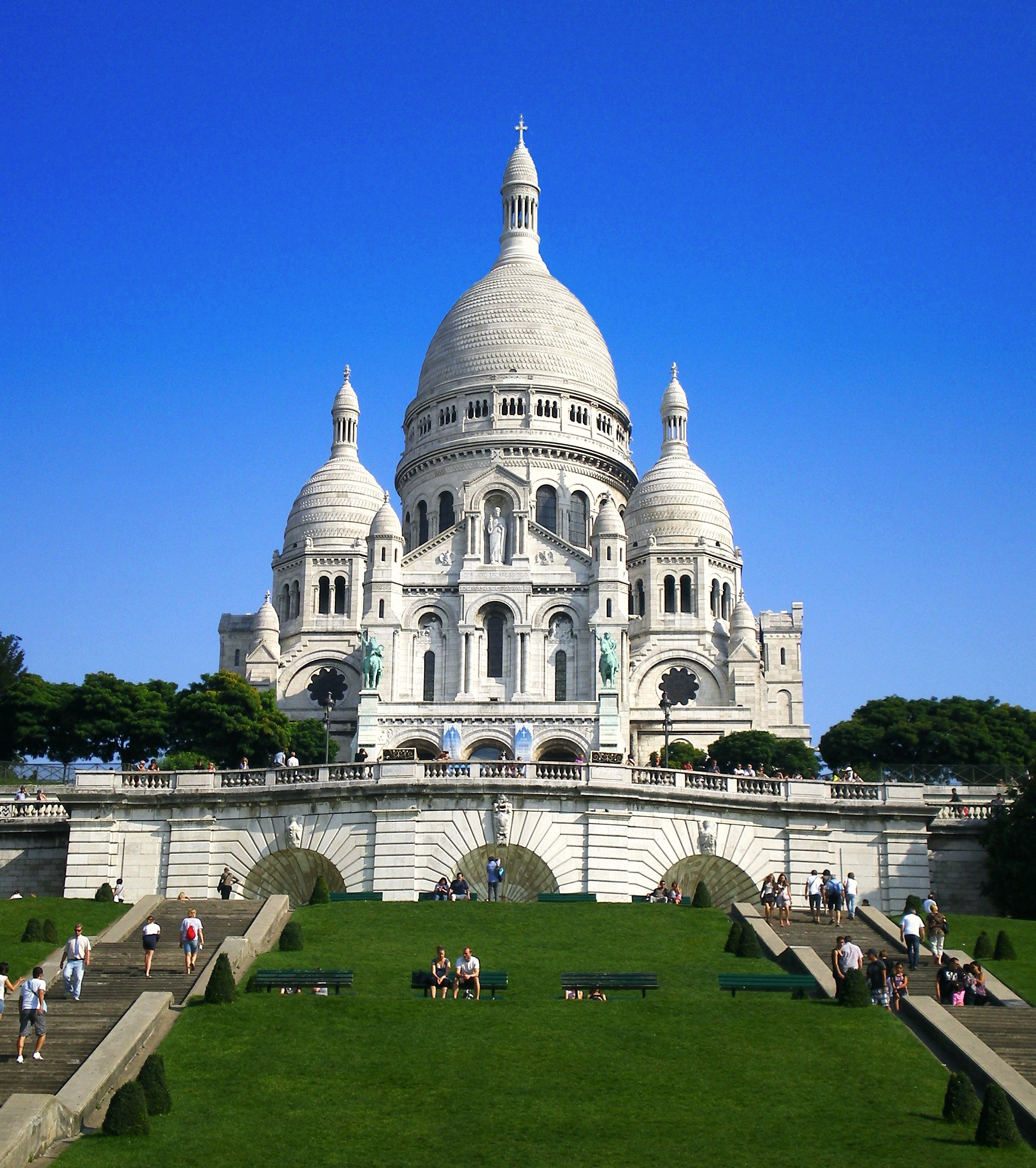
Vương cung thánh đường Thánh Tâm ở Paris, Pháp
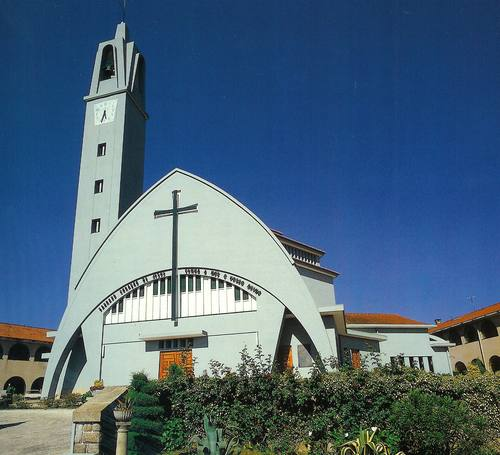
Nhà thờ Thánh Tâm Chúa Giêsu ở Ermesinde, Bồ Đào Nha
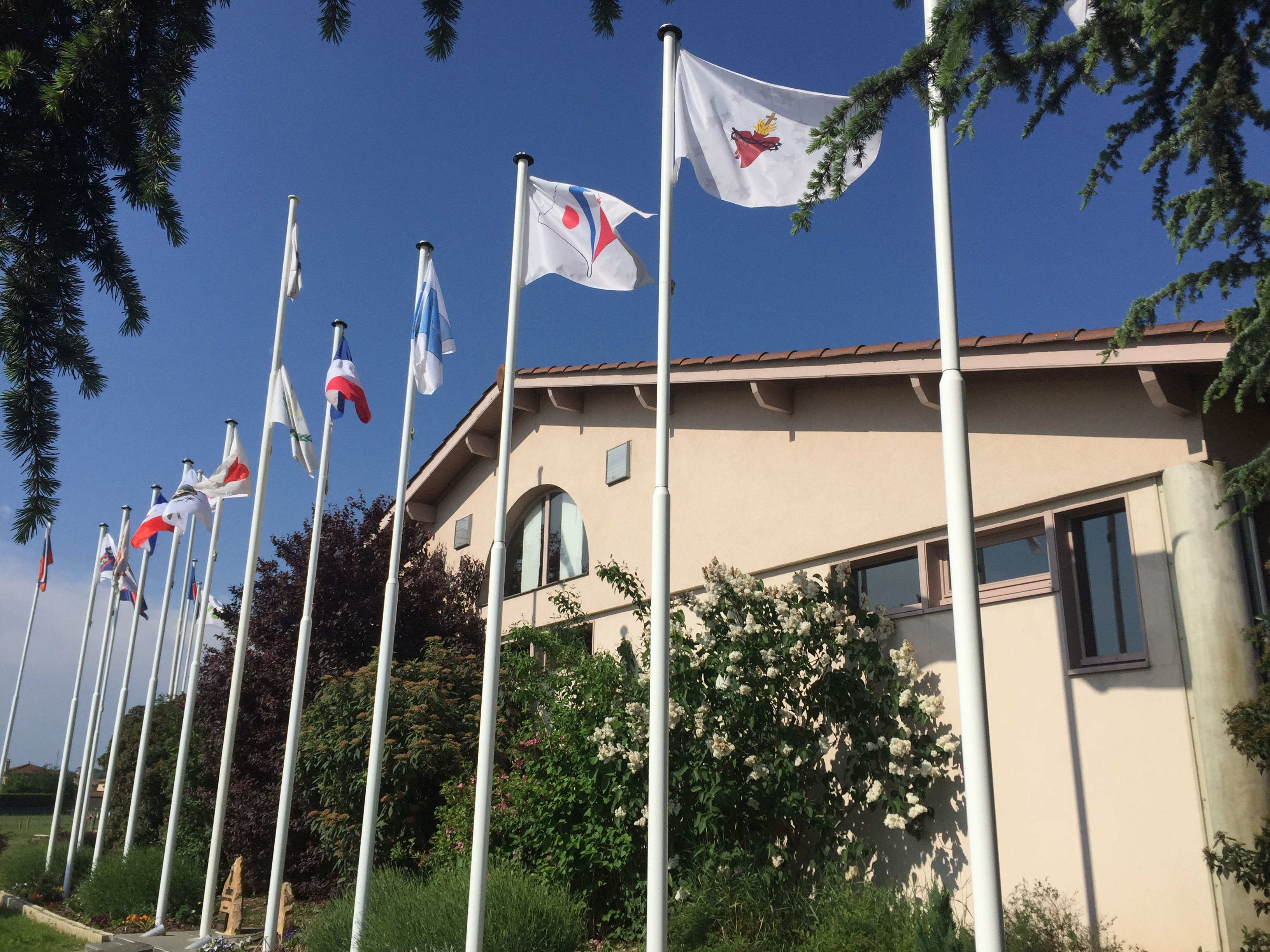
Cờ Thánh Tâm được treo tại khu tưởng niệm Heiho Niten Ichi Ryu
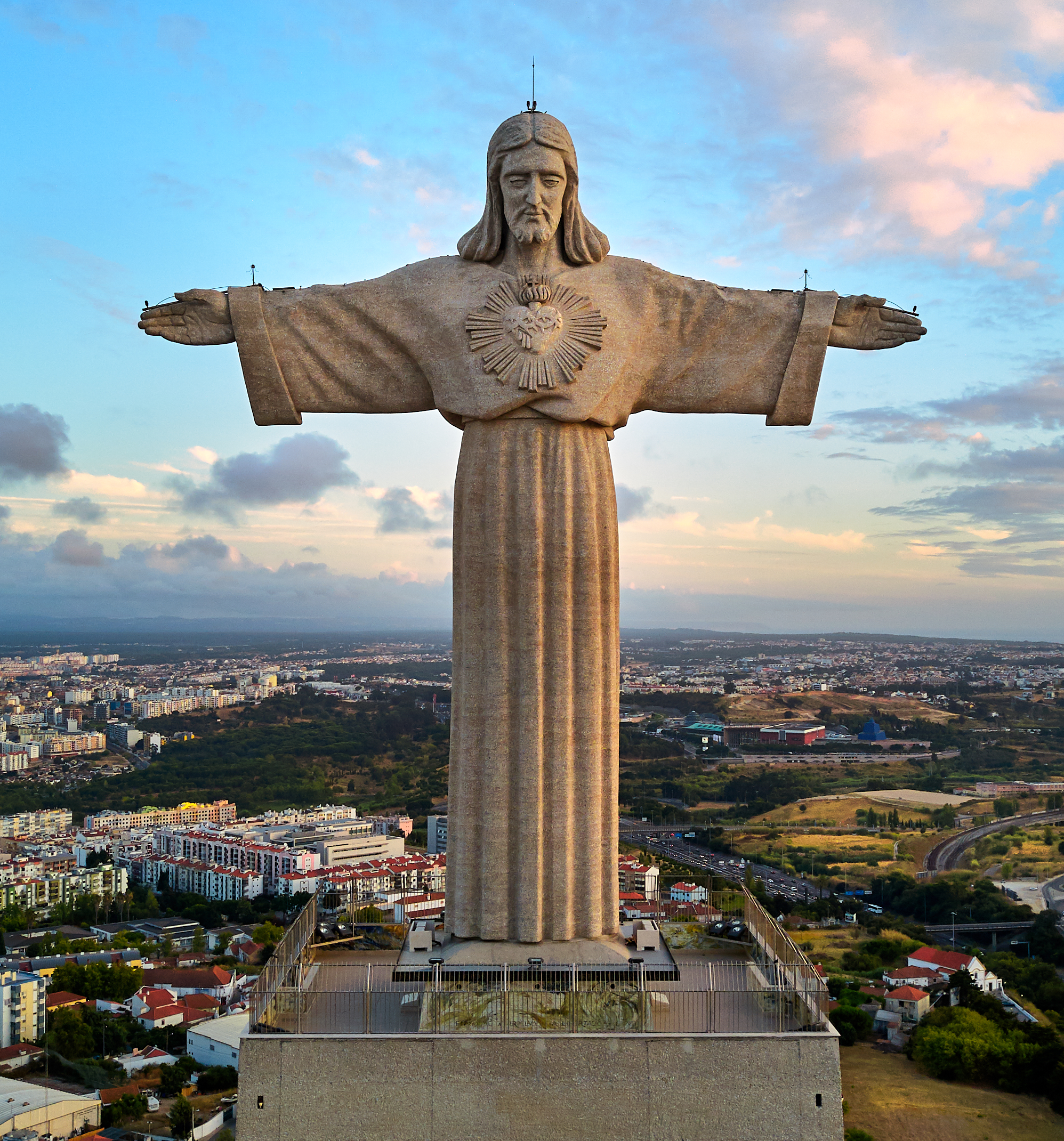
Đền Thánh Chúa Kitô Vua ở Almada, Bồ Đào Nha, là một tượng đài được cung hiến cho Thánh Tâm
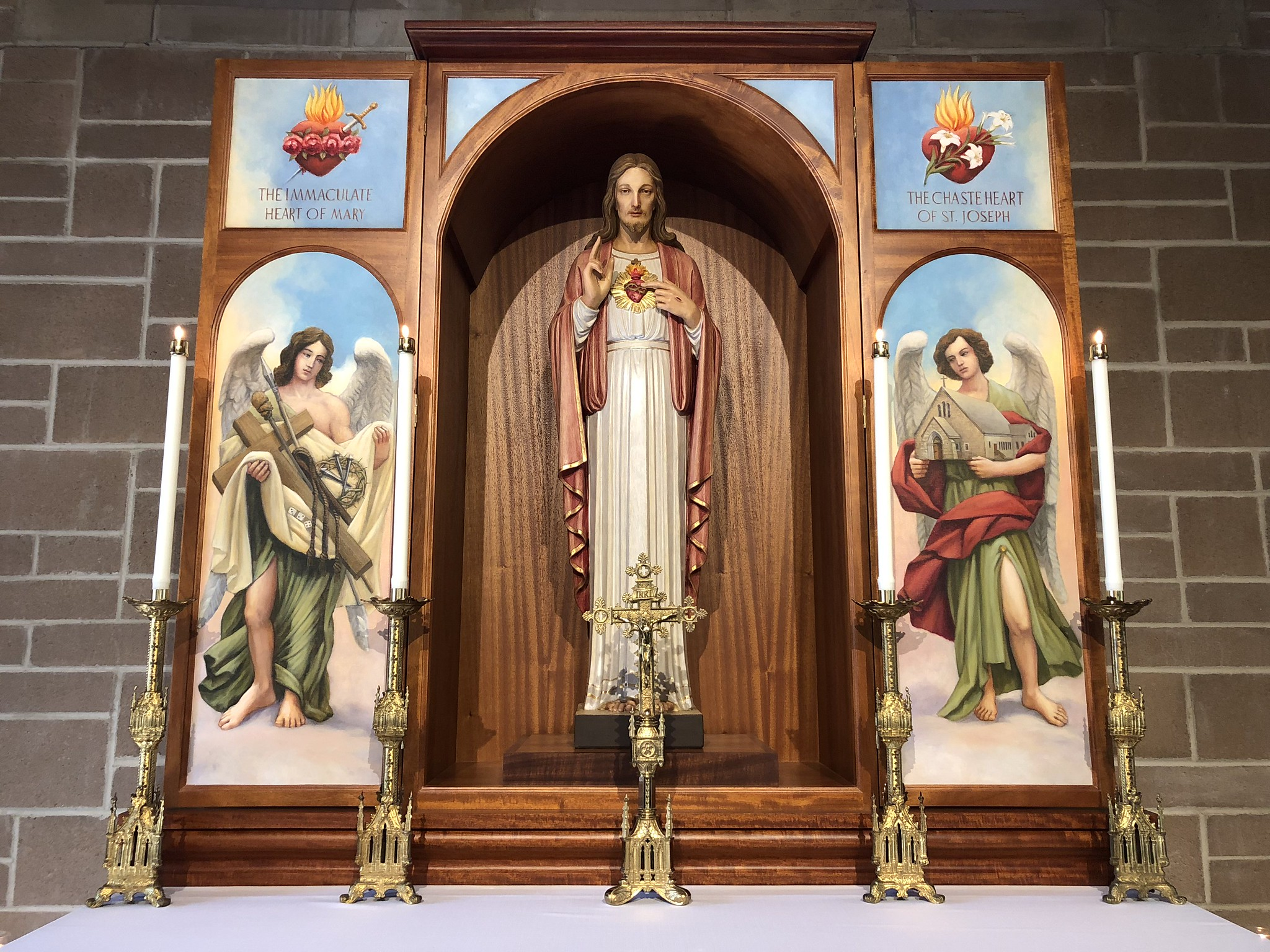
Nhà thờ Thánh Catarina thành Siena (Trumbull, Connecticut)